# 梶原八幡神社
梶原八幡神社（かじわらはちまんじんじゃ）は、東京都八王子市元八王子町にある神社。正式名は八幡神社（はちまんじんじゃ）であり、地名を冠して元八王子八幡神社（もとはちおうじはちまんじんじゃ）とも。

## 概要
源頼朝公の家臣梶原景時が、当地が所領ゆえ、1191年（建久二年）に鶴岡八幡宮の宮殿造営が終わり、正遷座の際古神体を賜り、同年6月に奉祀したことにより創建された。

## 境内
- 神楽殿
- 御神木 梶原杉 - 元・東京都天然記念物、1972年（昭和47年）に伐採。

境内社
- 五社宮
  - 神明社
  - 天神社
  - 稲荷社
  - 機神社
  - 荒神社
- 天王社（八坂神社）
- 榛名神社
- 日吉山王社

## 交通アクセス
- JR中央本線、京王線「高尾駅」下車、バス各線「宮の前」下車　徒歩3分

## 画像集

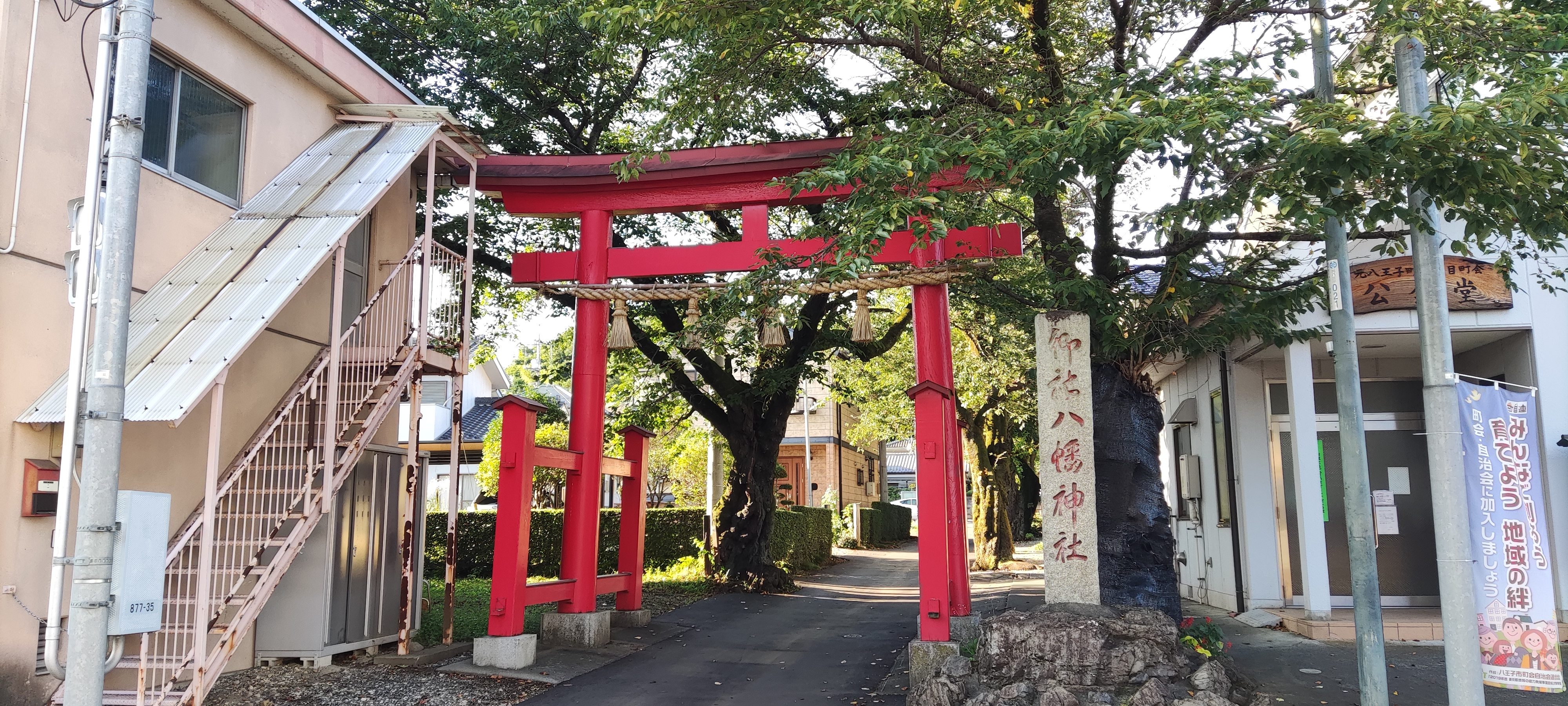
梶原八幡神社参道口鳥居（八王子市）（宮ノ前交差点側）
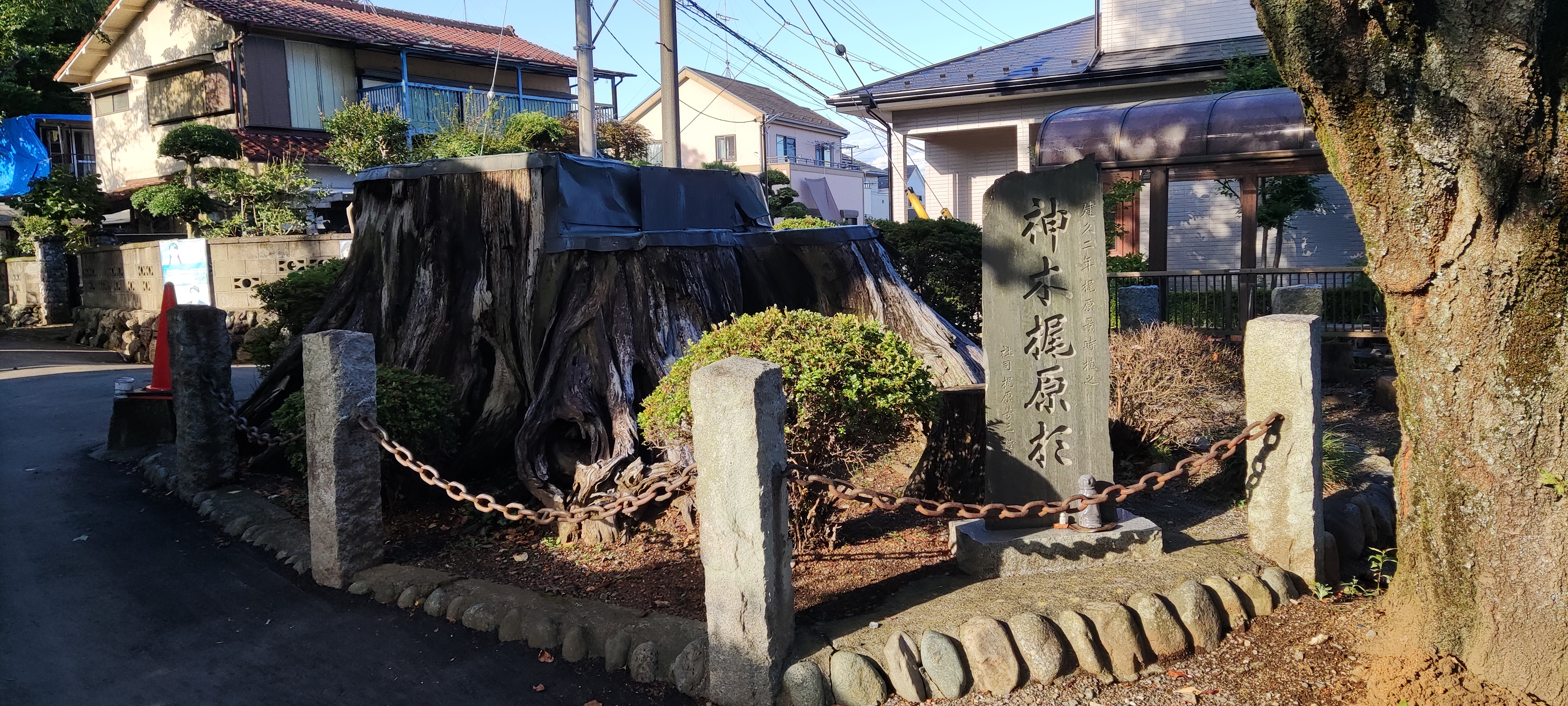
御神木梶原杉（梶原八幡神社）（梶原景時公植樹、1972年伐採）